# 约克镇 (艾奥瓦州)
约克镇（英語：Yorktown）是美国艾奥瓦州佩奇縣的一个城市。其坐标为40°44′02″N 95°09′17″W / 40.733779°N 95.154798°W（40.733779, -95.154798），美国人口调查局数据显示，该城总面积为0.27平方英里（0.70平方），且皆为陆地。根据2010年美國人口普查结果，总人口为85人，共有32户，24个家庭，人口密度为314.8名居民每平方英里（121.5名居民每平方）。人口组成中，87.1%为白人，7.1%为非裔美国人，1.2%为土著，4.7%为其他种族。男女占比分别为57.6%与42.4%。